# 巡音ルカ
巡音ルカ（めぐりねルカ、MEGURINE LUKA）は、クリプトン・フューチャー・メディアが発売しているバーチャルシンガーソフトウェア及びそのキャラクター。「ピアプロキャラクターズ」に分類される。

## 概要
ピンクのロングヘアが特徴の20歳・女性バーチャルシンガー。
最初の製品は初音ミク、鏡音リン・レンに続くクリプトン社のキャラクター・ボーカル・シリーズ第3弾として2009年1月30日に発売。ミク達によって巻き起こされた協働創作のムーブメントに乗る形で人気を集めた。
現在は同社のミク、リン・レン、MEIKO、KAITOと共に「ピアプロキャラクターズ」に名を連ねている。

## バーチャルシンガーソフトウェア
企画開発はクリプトン社の佐々木渉（wat）。
オリジナルCVは声優の浅川悠。浅川を起用した日英バイリンガルのバーチャルシンガーは初音ミクが企画される前から検討されていたが、浅川がオーストラリアに在留していてスケジュールが折り合わず、ミクとリン・レンの後に発売された。
巡音ルカ（V2版）
音声合成エンジン「VOCALOID2」対応ソフト。巡音ルカはVOCALOID製品で初めて日本語用と英語用の2つの歌手ライブラリを収録しており、それまでの製品では難しかった日本語に英語が交じる楽曲への対応やワールドワイドな音楽など汎用性が高いことが特徴としている。日本語用よりも容量の大きい英語用の歌手ライブラリを収録していることから、データベースの総容量は3GB以上とそれまでに発売された製品では最大となった。
巡音ルカ V4X
2015年3月19日に発売されたVOCALOID4エンジン対応ソフト。クリプトン社の独自開発技術「E.V.E.C.」が初搭載され、ライブラリでの細かな調整が効くようになり、さらに音毎に性質を変更したり、吐息やがなり声の表現に対応するなどの進化を遂げた。
ピアプロキャラクターズ・スーパーパック
ピアプロキャラクターズ全6名（初音ミク、鏡音リン、鏡音レン、巡音ルカ、MEIKO、KAITO）の日本語歌唱ライブラリ1種類ずつに新規チューニングを施して収録した商品。2024年8月1日に「初音ミク NT」の新バージョン及び「初音ミクV6 AI」と共に発表され、同月30日にリリース。ベースとなったのはV3からV4Xまでの「Original」で、より発音や声色の全体バランスが良くなるよう磨き込み、クリアネスやジェンダーファクターを始めとしたパラメータも効きが良く設定され、歌声を作り込むことも可能。過去作を所持しているユーザーによるクロスシンセシス使用での声色表現の拡張なども想定されている。
クリプトン社の新音声データベース（仮称）
クリプトン社が主催する「初音ミク マジカルミライ 2019」の新技術発表会にてミクの新データベース（後の「初音ミク NT」）の存在が発表されており、ミクをリファレンスとしてピアプロキャラクターズの他5体も随時調整する形になる事も言及された。
「マジカルミライ 2024」のバーチャルシンガー製品関連ステージでは、ミクで得た知見を横に広げていくことが発表された。

## 公式設定
ピアプロキャラクターズのポータルサイト「piapro.net」では下記の公式プロフィールが公開されている。
- 性別：女性
- 年齢：20歳
- 身長：162cm
- 体重：45kg
- イメージカラー：ピンク

「巡音」は“巡り伝わる音”、「ル」は“流れ”、「カ」は“歌や香り”などを意味しており、“目には見えない形でも相手に気持ちを伝える”というコンセプトから名付けられた。
キャラクターデザインは初音ミク、鏡音リン・レンと同様にイラストレーターのKEIによるもので、真っ白な肌とピンク色の長い髪、青い瞳を持ちグラマラスかつ「大人」を感じさせる容姿となっている。キャラクターが18禁の作品の創作に使われてしまうリスクを考慮し、肌を真っ白にすることで生命力が弱いような印象や冷たい印象を作っているという。コスチュームは「物理モデリング・シンセサイザー」をモチーフとしている。

### キャラクターの利用について
発売元のクリプトン・フューチャー・メディアではキャラクターをモチーフにしたイラストやアニメーションの作成といったファンによる二次創作活動におけるキャラクターの利用のため「ピアプロ・キャラクター・ライセンス（PCL）」とそれに基いた「キャラクター利用のガイドライン」を定めており、ライセンスの内容に沿ったものであれば非営利無償の範囲でキャラクターの利用が許諾されるほか非営利、有償の二次創作作品の頒布のため「ピアプロリンク」という仕組みも提供されている。また、公式キャラクターイラストについては、クリエイティブ・コモンズ・ライセンスのCC BY-NC 3.0（表示 - 非営利 3.0）でのライセンスも行われている。なおキャラクターの名称や画像を用いない楽器としてのみの利用の場合は公序良俗に反する歌詞を含むなどの一部の例外を除き、商用・非商用問わず使用は制限されていない。

### キャラクターイメージへの働きかけ
巡音ルカでは先駆けて発売された2本のキャラクター・ボーカル・シリーズ商品同様、公式としてキャラクターの背景設定や物語などは詳しく設定されてはいない。巡音ルカはキャラクターデザイン発表直後からファンの手によって多数のイラストが描かれる等の創作活動が行われ、鏡音リン・レンなどと同様に初音ミクのネギに倣った定番アイテムを決めようという「持ち物論争」も発生し「冷凍マグロ」などが候補に挙げられた。
一方でクリプトンは前2本のCVシリーズにおいては公式設定にある以上のキャラ作りをユーザーの創作に任せた形となっていたのに対し巡音ルカについては発売前に名前のコンセプトや声、イラストのイメージなどに関する説明を公式ブログ上に掲載しユーザに対しキャラクターのイメージを示す試みを行っている。発売後の状況についてクリプトンは他のバーチャルシンガーに比べてコメディやパロディのような曲は少ないとし、ユーザーの創作から生まれた「たこルカ」というデフォルメキャラクターが人気を集めるという想定外の出来事も含めネタが悪い方に流れなかったとして肯定的に見ている。

### 音源プロフィール
| パッケージ       | ライブラリ                         | 得意ジャンル                                                      | 得意な曲のテンポ | 得意な音域 |
| ---------------- | ---------------------------------- | ----------------------------------------------------------------- | ---------------- | ---------- |
| 『巡音ルカ』     |                                    | ラテン・ジャズ - エスノ系ポップス/ハウス - エレクトロニカ系ダンス | 65-145BPM        | D3 - D5    |
| 『巡音ルカ V4X』 | 「日本語データベース DB - HARD」   | 高音に行くほど声を張り上げる、パワー系                            | 50-170BPM        | E2-F4      |
| 『巡音ルカ V4X』 | 「日本語データベース DB - SOFT」   | 柔らかく優しげな発声で作られたソフト系                            | 50-170BPM        | E2-F4      |
| 『巡音ルカ V4X』 | 「英語データベース DB - STRAIGHT」 | ナチュラルな発音と声質                                            | 50-170BPM        | G#2 - C4   |
| 『巡音ルカ V4X』 | 「英語データベース DB - SOFT」     | 柔らかく優しげな声質                                              | 50-170BPM        | G#2 - C4   |

## 主役企画
巡音ルカのメディア展開は、下記の3種に大別される。
- 初音ミクのメディア展開（イベント - ゲーム - 書籍 - 音楽）
- ピアプロキャラクターズのメディア展開（全員もしくは複数人が主役の企画）
- 主役企画

なお、ソーシャル媒体での公式アカウントは初音ミク名義である。

### KarenTによる配信
権利元であるクリプトン・フューチャー・メディアのレーベル「KarenT」により、iTunes Store、AmazonMP3、moraなどでルカを用いた楽曲コンテンツが販売されている。
2024年6月時点の曲数は1390、収録アルバムは600にのぼる（KarenT公式サイトの表示数より）。

### 模型
フィギュア、プラモデル、ドール（※初音ミクシリーズ、ピアプロキャラクターズとして展開されたものも記載する）。
- 絵梦（エモン）トイズ
  - トレーディングミニフィギュア
- KADOKAWA
  - 「摔倒的初音未来」シリーズ
- グッドスマイルカンパニー
  - ねんどろいどシリーズ（通常、ぷらす、ぷち、どーる、さぷらいず）
  - どうぶつチャームストラップ
  - ポケマケット
  - あかたんず
- グルーヴ
  - Pullip
- セガ
  - セガプライズ
- ストロンガー
  - 「初音ミク ～花色衣～」シリーズ
- タイトー
  - プライズ
- タカラトミー
  - とびこれ！！
  - こえだらいず
  - 肩ズンFig.
  - すってんころりんフィギュア
  - Hide ＆ Seek かくれんぼフィギュア
  - ポッピンスプリンクル
- バンダイナムコグループ
  - 初音ミクスイング
  - デスクトップシンガー
  - SNOW MIKU COLLECTION
- プライム１スタジオ
  - キュ―ティ1プラス
  - PRISMA WING
- フリーイング
  - スケール（1/8、1/12）
- フリュー
  - プライズ
- ボークス
  - ドルフィー・ドリーム
- HOBBY MAX
  - スケール（1/7）
- マックスファクトリー
  - スケール（1/7）
  - figma
- リーメント
  - 初音ミクシリーズ
  - petadoll

### 書籍
DTM MAGAZINE 別冊CV 03 巡音ルカ（2009年5月号）（寺島情報企画）
巡音ルカの体験版を付録にしたDTM MAGAZINEの総特集増刊号。2009年5月2日発売。
「悪ノ娘」ノベルシリーズ・「悪ノ大罪」シリーズ（作：悪ノP（mothy）、出版：PHP研究所）
mothy_悪ノPが手掛ける七つの大罪をモチーフにした「悪ノ大罪シリーズ」の各楽曲を原作として、ボカロ小説の先駆ともされる。小説においても巡音ルカをモチーフとする人物は各作品に登場する。両シリーズを併せて2010年から2017年に発売され、全12巻。
「悪ノ大罪」シリーズ第5作目の小説『悪ノ大罪 円尾坂の仕立屋』（原作：巡音ルカ歌唱曲「円尾坂の仕立屋」）では、同作品の主要人物「カヨ＝スドウ」のモチーフとなった。
Just Be Friends（原作：Dixie Flatline、著：木爾チレン、出版：PHP研究所）
Dixie Flatlineが巡音ルカを用いて発表された楽曲「Just Be Friends」「アンサー」を元にした小説。ルカをモデルにしたキャラクターが登場する。2015年6月発売。2015年5月よりKKADOKAWA/アスキー・メディアワークスの『MIKU-Pack』で漫画が連載されている。
星屑ユートピア（原案：otetsu、著：井上香織、出版：ポニーキャニオン）
otetsuが巡音ルカを用いて発表された楽曲「星屑ユートピア」を元にした小説。ルカをモデルにしたキャラクターが登場する。2015年6月発売。

### CD
| タイトル                             | クリエイター                       | キャラクター      | 初版発売日    | レーベル                       |
| ------------------------------------ | ---------------------------------- | ----------------- | ------------- | ------------------------------ |
| 君のいる景色                         | WhiteFlame presents feat. 巡音ルカ | ミク、ルカ、KAITO | 2009年9月2日  | ティー ワイ エンタテインメント |
| WORLD MUSIC COVERS                   | ABC Project feat.巡音ルカ          | ルカ              | 2011年7月20日 | ワーナーミュージック・ジャパン |
| CORRUPTION GARDEN featuring 巡音ルカ | Caz                                | デイライト        | 2011年6月8日  | Blu-ray Disc DVD               |

### タイアップ
沿岸バス
北海道のバス会社、沿岸バスが運行する羽幌町内循環バスほっと号にて2009年7月1日から8月31日までの期間、巡音ルカを用いて発表された楽曲「トエト」（作詞・作曲：トラボルタ）を到着を知らせるメロディとして流す「トエトのレトロなメロディバス」を運行、バス車内に飾るトエトのイラストの公募も行われた。